# Robert Grossmann
Pour les articles homonymes, voir Grossmann.
Robert Grossmann, né le 14 octobre 1940 à Strasbourg où il meurt le 24 décembre 2023, est un homme politique français. Il est le fondateur de l’Union des jeunes pour le progrès (UJP) en 1965.

## Biographie
Robert Grossmann est diplômé d’une licence en lettres modernes, Faculté de lettres de Strasbourg, et d’une maîtrise en droit de la Faculté de droit de Strasbourg. Il exerce ensuite le métier d’assureur et prend sa retraite professionnelle en décembre 2002 pour se consacrer à la présidence de la communauté urbaine de Strasbourg et à ses fonctions de « maire délégué » aux côtés de Fabienne Keller.
En 1965, Robert Grossmann fonde l’Union des jeunes pour le progrès (UJP), organisation des jeunes gaullistes lors des années 1960-1970. Il est connu pour être le « découvreur » de Michel Barnier, Alain Carignon, Jean-Louis Bourlanges ou encore Nicolas Sarkozy. Annuellement réélu à la présidence de ce mouvement, il se retire en 1972.
Il a notamment organisé les Assises historiques de l’UJP en avril 1969 à Strasbourg.
« Figure » prometteuse des jeunes gaullistes, sa carrière est principalement régionale. Élu au conseil municipal de Strasbourg et au conseil général du Bas-Rhin dès 1965, Robert Grossmann est constamment réélu au conseil municipal de Strasbourg, chargé, entre autres, de la culture et du sport. Président de la communauté urbaine de Strasbourg, il est maire délégué de Strasbourg jusqu’en 2008.
Lors des municipales de 2001, Robert Grossmann est le colistier de la chef de file de l’UDF, Fabienne Keller, à Strasbourg, avec laquelle il conclut un accord et propose un nouveau mode de gouvernance : le « tandem ». Victorieux, il prend la présidence de la communauté urbaine de Strasbourg, tandis que Fabienne Keller est maire de Strasbourg.
En 2002, Robert Grossman perd les élections législatives face à Armand Jung avec 49,79 % des suffrages.
En 2005, il est élu à la présidence de l’Association nationale des élus locaux, organe de formation et de rassemblement des élus locaux proches de l’UMP. Il quitte ces fonctions pour se consacrer exclusivement à la communauté urbaine de Strasbourg. Il devient ensuite président de l’Association des communautés urbaines de France, ACUF, fonction dans laquelle il succède à Gérard Collomb.
Cofondateur avec ses homologues du Pays de Bade de l’Eurodistrict CUS-Ortenau, il en est de 2004 à 2008 le porte parole français en tandem avec Edith Schreiner, maire d’Offenbourg du côté allemand.
En 2008, à la suite du mauvais score du premier tour des municipales à Strasbourg il est écarté par Fabienne Keller, disparaissant des affiches et des tracts officiels. Malgré cette manœuvre, l’échec de Fabienne Keller au second tour est net, puisque la liste de l’équipe sortante ne réussit à mobiliser que 42 % des suffrages. La rupture avec Fabienne Keller est consommée.
Le canton de la Robertsau dans lequel il avait été réélu sans cesse est le seul canton de la ville de Strasbourg à porter en tête la liste municipale de Fabienne Keller où il figure pourtant de manière très effacée par rapport au premier tour.
Au mois d’avril 2008, il forme avec plusieurs élus le groupe d’opposition municipale « UMP, Nouveau Centre et indépendants » dont il assure la présidence. Le 18 avril 2008, il cède la présidence de la communauté urbaine de Strasbourg et de l’Association des communautés urbaines de France à Jacques Bigot.
En janvier 2014 il annonce sa volonté de ne plus briguer de mandat municipal après avoir siégé 49 ans au conseil de Strasbourg, un record historique. En mars 2014, il se met en congé de l’UMP « de Copé » alors qu’il a été, sans discontinuité, militant et dirigeant des mouvements qui ont succédé à l’UNR depuis 1958 soit durant 56 ans.
Robert Grossmann meurt à Strasbourg le 24 décembre 2023, à l’âge de 83 ans.

## Engagement politique

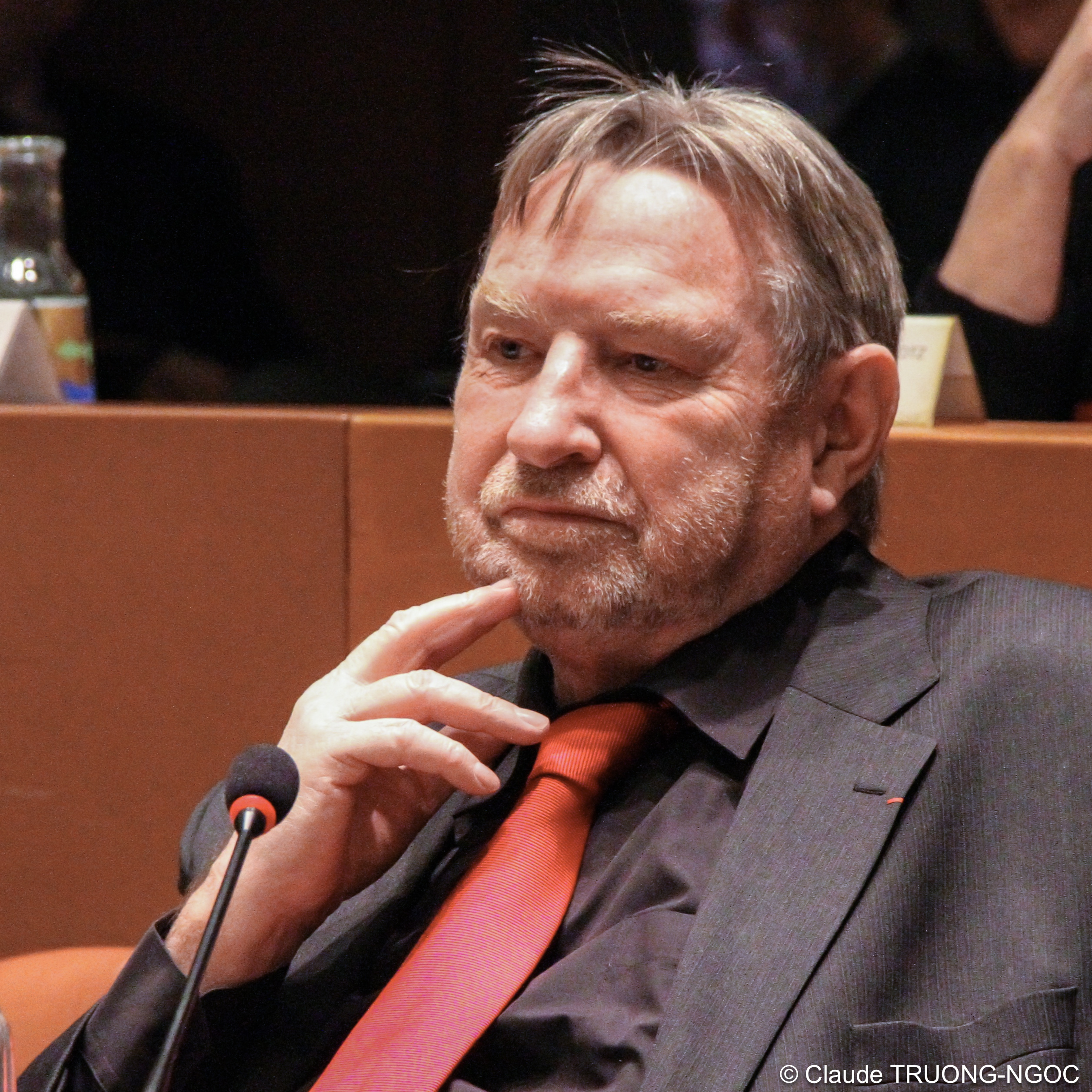
Robert Grossmann au conseil municipal de Strasbourg en 2013.

- Conseil municipal de Strasbourg :
  - Depuis 1965 :  Conseiller municipal de Strasbourg
  - Depuis 1971 :  Conseiller communautaire
  - 1977 - 1989 :  Adjoint au maire de Strasbourg
  - 1971 - 1989 :  Vice-président de la communauté urbaine de Strasbourg
  - 2001 - 2008 : Président UMP de la communauté urbaine de Strasbourg
    - Maire délégué UMP de Strasbourg
    - Président du Conseil d’administration du Port autonome de Strasbourg
    - Président du Conseil d’administration de Strasbourg Développement

  - 2008 -.... : Conseiller de la communauté urbaine de Strasbourg
    - Conseiller municipal de Strasbourg
    - 2014 ne brigue plus de mandat municipal après avoir siégé 49 ans au conseil
- Conseil général du Bas-Rhin :
  - 1967 - 1979 :  Conseiller général du Bas-Rhin (canton de Strasbourg-7)
  - 1982 - 2001 :  Conseiller général du Bas-Rhin (canton de Strasbourg-5)
  - 1994 - 2001 :  Vice-président du Conseil général du Bas-Rhin
- Conseil régional d’Alsace :
  - 1992 - 1998 :  Président de la Commission Culture et Sport
  - 1998 - 2004 :  Vice-président du Conseil régional d’Alsace et président de la commission « développement culturel, sport, identité régionale et ouverture européenne »
- Conseil économique et social :
  - 1968 - 1974 :  Membre du Conseil économique et social
  - 1994 - 1999 :  Membre du Conseil économique et social – groupe des personnalités qualifiées
- Politique :
  - 1965 - 1972 :  Président fondateur de l’Union des jeunes pour le progrès (UJP)
  - 1974 :  Secrétaire général adjoint UDR, membre du Comité central, puis du Conseil National
  - 1998 :  Délégué national du RPR, chargé des affaires européennes, membre de la commission exécutive
  - 1999 :  Délégué national du RPR, chargé des relations avec les mouvements associés
  - 2000 :  Délégué national du RPR, chargé de l’organisation et des relations avec les mouvements associés
  - 2002-2014[4] :  Membre de l’UMP

## Responsabilités dans le mouvement associatif
- Président de l’Opéra national du Rhin 2001 à 2008
- Depuis 1987 :  Président-fondateur du Centre européen d’actions artistiques contemporaines (CEAAC)
- 1979-1999 : Président fondateur de l’Association Sport et loisir de la Robertsau (ASL) plus de 3 000 membres
- 1978-2008 : Président de l’Orchestre d’harmonie 1880 de la Robertsau
- 1993-2004 :  Président de l’Agence culturelle d’Alsace et Président du Fonds régional d’art contemporain (FRAC)
- 2005-2007 :  Président de l’ANDL (Association nationale pour la démocratie locale)

## Décorations
- 1991 :  Chevalier de l'ordre des Palmes académiques
- 2000 :  Médaille de la jeunesse, des sports et de l'engagement associatif, bronze
- 2002 :  Chevalier de la Légion d'honneur le 29 mars 2002[5].
- 2007 :  Officier de l'ordre national du Mérite le 14 novembre 2006[6]. Il était chevalier du 15 novembre 1976.
- 2016 :  Officier de l'ordre des Arts et des Lettres le 10 février 2016[7].

## Œuvres
- Comtesse de Pourtalès : une cour française dans l’Alsace impériale 1836 – 1870 – 1914, Éditions La Nuée Bleue, 1995  (ISBN 2716503699)
- Le choix de Malraux, l’Alsace une seconde patrie, Éditions La Nuée Bleue, 1997  (ISBN 2716504210)
- Main basse sur ma langue, Éditions La Nuée Bleue, 1999  (ISBN 2716505004)
- La République minoritaire contre le communautarisme, avec François Miclo. Éditions Michalon, 2002  (ISBN 2841861767)
- L’appel du gaullisme, Éditions du Rocher 2008,  (ISBN 2268064298)
- À mots découverts, Éditions Jérôme Do Bentzinger 2009  (ISBN 2849601977)
- Culture en Alsace : la panne ?, Le Verger Éditeur, 2011  (ISBN 2845741170)
- Lettre ouverte aux alsacianophobes et aux quelques crétins de l’intérieur qui pensent que les Alsaciens sont à l’extérieur, Jérôme Do Bentzinger 2013  (ISBN 2849603236)
- Kaléidoscope ; quelques éléments : culture politique gaullisme Alsace, Éditions Jérôme Do Bentzinger  (ISBN 2849603856)
- Ma Robertsau, séquences d’histoire d’un quartier strasbourgeois, la Nuée bleue Strasbourg, 2014  (ISBN 271650850X)
- Malraux tel que je l’ai connu Jérome Do Bentzinger octobre 2016